# うじたまい
うじたまい（1998年3月28日 - ）は、TikTokを中心に作詞作曲のみならず振り付けやイラスト、Music Videoの制作までがけるマルチクリエイト・シンガーソングライター。

## 人物
東京生まれ東京育ちのマルチクリエイター。中学生からベースボーカルとしてバンド活動をはじめ、音楽に没頭する。その後は声優アーティストを目指し専門学校へ入学、そこで自分の表現したいものを型に捉われず自由に表現したいと強く思うようになり、フリーで活動を始める。
代表作「#しまうまになりたいな」はTikTokで9,300万再生を超えTikTokのトレンドとして大流行。さらに自分自身に歌った「独りうた〜September調子はどうだい〜」は、YouTubeで約150万再生を記録している。
2021年11月より株式会社スーパーディレクションに所属し、同年12月にポニーキャニオンより【不幸せ】で、待望のメジャーデビューデジタルシングルリリースを果たす。
2022年2月23日デジタルシングル【女の子】をリリース。
4月20日デジタルシングル【きつねにつままれた】をリリース。
7月22日オリジナルアニメ「Artiswitch」のミュージックビデオシリーズ#12【Closed】をデジタルリリース。
10月4日アース製薬「遊べる入浴剤あわっぴー」とのタイアップ曲「湯船のうた」をリリース。

## 作品

### デジタル配信楽曲
|     | 発売日         | タイトル                            | 備考                                                        |
| --- | -------------- | ----------------------------------- | ----------------------------------------------------------- |
| 1st | 2019年10月28日 | しまうまになりたいな                |                                                             |
| 2nd | 2020年2月28日  | 独りうた ~September 調子はどうだい~ |                                                             |
| 3rd | 2020年4月27日  | マスクコーデ                        |                                                             |
| 4th | 2020年5月27日  | 何センチ                            |                                                             |
| 5th | 2020年6月27日  | 頑張る詐欺                          |                                                             |
| 6th | 2021年9月25日  | ツノ（40mP様×うじたまい共作楽曲）   |                                                             |
|     | 2021年12月22日 | 不幸せ                              | メジャーデビュー                                            |
|     | 2022年2月23日  | 女の子                              |                                                             |
|     | 2022年4月20日  | きつねにつままれた                  |                                                             |
|     | 2022年7月22日  | Closed                              | オリジナルアニメ「Artiswitch」ミュージックビデオシリーズ#12 |
|     | 2022年10月4日  | 湯船のうた                          | アース製薬「遊べる入浴剤あわっぴー」タイアップ曲            |

## 提供作品
ザ・コインロッカーズ
- ピンクのライオン (作詞)
- アイスちょうだい (作詞)

Hey! Say! JUMP
- ネガティブファイター (作詞・作曲)

## ミュージックビデオ
| 公開日     | 曲名                                 | 備考                 |
| ---------- | ------------------------------------ | -------------------- |
| 2020/04/05 | 独りうた 〜September調子はどうだい〜 |                      |
| 2020/05/01 | マスクコーデ                         |                      |
| 2020/05/27 | 何センチ                             |                      |
| 2020/06/26 | 頑張る詐欺                           | イラスト：うじたまい |
| 2020/08/21 | ふたりぼっち                         | イラスト：うじたまい |
| 2021/12/22 | 不幸せ                               | イラスト：うじたまい |
| 2022/03/03 | 女の子 (Live Ver.)                   |                      |
| 2022/04/20 | きつねにつままれた                   | イラスト：うじたまい |
| 2022/07/22 | Closed                               | イラスト：ユウイナミ |
| 2022/10/4  | 湯船のうた                           | イラスト：うじたまい |